# 吕科里阿斯
吕科里阿斯（Lycorias）是希腊神话中的一位海仙女，涅柔斯和多里斯的女儿。
她是维吉尔田园诗中提到的“黄色头发的人”：

但是，从她的分庭在河深入听到了他的母亲哭了起来。她周围的宁芙打出沾满丰富海染料，德露茉和珊索，莉盖雅和菲洛多思，其光亮的头发属于松散在雪白的脖子上；库迪佩和金色头发的吕科里阿斯，一个未婚，另一个即使在那时知道第一次经历阵痛；和克丽俄和泊洛埃她的妹妹，两个女儿的海洋，这两个。